# Evan Eghosa Aisowieren
Evan Eghosa Aisowieren (* 5. August 2005 in Linz) ist ein österreichischer Fußballspieler.

## Karriere

### Verein
Aisowieren begann seine Karriere in England bei Coventry City. Im August 2023 stand er erstmals im Profikader des Zweitligisten, zu einem Einsatz für diesen sollte er aber nie kommen. Zur Saison 2024/25 kehrte er nach Österreich zurück und wechselte zum Zweitligisten Floridsdorfer AC, bei dem er einen bis 2026 laufenden Vertrag erhielt.
Sein Debüt in der 2. Liga gab er im August 2024, als er am zweiten Spieltag jener Saison gegen die Kapfenberger SV in der Nachspielzeit für Oluwaseun Adewumi eingewechselt wurde.

### Nationalmannschaft
Aisowieren absolvierte im Mai 2022 zwei Spiele gegen Nordmazedonien für die österreichische U-17-Auswahl.

## Persönliches
Aisowieren wurde im oberösterreichischen Linz geboren, zog aber im Alter von drei Jahren nach England.